# Jean-Marie Philips
Jean-Marie Philips (Brussel, 17 oktober 1944) is een Belgisch leidinggevende persoon in voetbalmiddens. Hij nam reeds verschillende functies waar zowel in clubverband als bij de Koninklijke Belgische Voetbalbond.

## Sportbestuurder
Philips kreeg een opleiding in de rechten aan de ULB en was als advocaat van - 1968 tot 1984 - verbonden aan de Brusselse balie. Vanaf 1986 tot 1996 was hij achtereenvolgens secretaris en/of juridisch adviseur bij de voetbalclubs Racing White Daring Molenbeek, Seraing en Union Sint-Gillis. In 1996 werd hij directeur-generaal van de Profliga, die samengesteld is uit alle professionele voetbalploegen van eerste en tweede nationale. Vanaf 2001 combineerde hij de functie met het voorzitterschap. In 2006 werd hij vicevoorzitter van het Uitvoerend Comité, nadien CEO (2007) van de Belgische Voetbalbond. Hij bleef er in functie tot juni 2010.
In augustus 2010 ging hij aan de slag als CEO van KSC Lokeren Oost-Vlaanderen, een ploeg in eerste nationale die onder leiding van Roger Lambrecht stond. Een van de opdrachten van Jean-Marie Philips was de ploeg klaar te stomen voor de toekomst.
Philips werd in 1998 lid van de UEFA-commissie voor het profvoetbal en werd in 2002 vicevoorzitter (tot 2007). Hij is lid van de FIFA-commissie voor juridische zaken en van de FIFA-commissie voor het Statuut van de spelers en spelersmakelaars.